# Varvarivka, Bahmaci
Varvarivka (în ucraineană Варварівка) este un sat în comuna Piskî din raionul Bahmaci, regiunea Cernihiv, Ucraina.

## Demografie
Componența lingvistică a localității Varvarivka
     Ucraineană (99,68%)
     Alte limbi (0,32%)
Conform recensământului din 2001, majoritatea populației localității Varvarivka era vorbitoare de ucraineană (99,68%), existând în minoritate și vorbitori de alte limbi.